# Cristina Curto Luque
Cristina Curto Luque (Barcelona, 21 de juny de 1969) és una judoka i professora d'educació física catalana.
Professora d'educació física a l'Institut Alba de Vallès, de Sant Fost de Campsentelles, Vallès Oriental el seu municipi de residència, i casada amb el també judoka José Morales, campió d'Espanya en 1986, començà a practicar aquest esport el 1981 i competí representant el Club Louis. Participà en dues edicions dels Jocs Olímpics formant part de la selecció estatal de judo, als Jocs Olímpics d'Estiu de 1992 a Barcelona, amb dues derrotes, i als Jocs Olímpics d'Estiu de 1996 a Atlanta, amb dues victòries i dues derrotes. El 1994 assolí la tercera posició en els Campionats d'Europa absoluts en categoria 72 kg. També fou subcampiona d'Europa júnior en categoria 66 kg el 1986. Es proclamà dues vegades campiona estatal absoluta en categoria 72 kg el 1993 i el 1994, i tres cops subcampiona d'Espanya en aquesta mateixa categoria els anys 1989, 1990 i 1995. Participà en diversos torneigs internacionals i guanyà l'Obert Britànic de Birmingham el 1995, la Copa Budapest Bank el 1994 i el 1995, el Torneig Internacional de Suïssa el 1994, i l'Obert de Varsòvia el 1992.

## Palmarès
- 1 medalla de bronze als Campionat d'Europa de judo
  - 1 en categoria de 72 Kg (1994)

- 6 Campionats de Catalunya de judo
  - 2 en categoria de 66 Kg (1987, 1988)
  - 3 en categoria de 72 Kg (1989, 1991, 1993)
  - 1 en categoria de més de 72 Kg (1990)
- 2 Campionats d'Espanya de judo
  - 2 en categoria de 72 Kg (1993, 1994)

## Publicacions
En el camp de l'esport del judo és responsable de la publicació d'un llibre i alguns articles en revistes especialitzades:
- Experiencias con éxito de aprendizaje cooperativo en educación física, conjuntament amb Isabel Gelabert Udina i Carles González Arévalo (2009)
- "Condiciones de la educación física en el proceso de enseñanza-aprendizaje". Tándem: Didáctica de la educación física, Núm. 40, pàgs. 67-74, conjuntament amb Josep Morales (2012)
- "El judo: un exemple d'educació a través de l'esport". Aloma: revista de psicologia, ciències de l'educació i de l'esport, Núm. 15, 2005, pàgs. 58-68, conjuntament amb José Morales Aznar, Vanessa García Núñez i Albert Pujol Janè (2005)